# Georg Ebersbach
Georg Ebersbach (* 18. September 1913 in Landeshut, Landkreis Landeshut i. Schles., Provinz Schlesien; † 21. Dezember 1993 in Frankfurt am Main) war ein deutscher Verbandsfunktionär.

## Leben
Georg Ebersbach war Sohn des Lederarbeiters Paul Ebersbach. Er absolvierte nach dem Ende seiner Schullaufbahn an den Universitäten Breslau und Berlin ein Studium der Volkswirtschaft. Ab 1935 war er unter Arthur Axmann beim Sozialen Amt der Reichsjugendführung tätig und arbeitete auch für die Zeitschrift Das junge Deutschland. Seit 1937 war er mit Ursula, geborene Tunk, verheiratet. Nachdem er 1939 sein Studium als Diplom-Volkswirt abgeschlossen hatte, wurde er 1942 an der Universität Berlin zum Dr. rer. pol. promoviert. Am 21. August 1943 beantragte er die Aufnahme in die NSDAP und wurde zum 1. November desselben Jahres aufgenommen (Mitgliedsnummer 9.642.254).
Nach dem Zweiten Weltkrieg war er zunächst Flüchtlingsreferent im Bistum Bamberg. Er war Mitbegründer des Internationalen Bundes für Sozialarbeit / Jugendsozialwerk e.V. und in diesem Verein von 1953 bis 1978 geschäftsführender Vorsitzender.